# Edmond Jorge José Saliba
Edmond Jorge José Saliba (Mafra, 2 de outubro de 1929 — Mafra, 23 de setembro de 1996) foi um médico e político brasileiro.

## Carreira
Nasceu em 2 de outubro de 1929, em Mafra/SC. Formou-se em Medicina e exerceu a profissão. 
Casou com Sandra Maria Bezerra Saliba e tiveram filhos, entre eles, Carlos Eduardo Bezerra Saliba, foi Prefeito de Mafra (1997-2000) e Luiz Henrique Saliba, Prefeito de Papanduva/SC (2009-2012).
Em 1961, Edmond elegeu-se Vereador de Mafra e foi Presidente da Câmara.
Concorreu três vezes ao cargo de Deputado Estadual à Assembleia Legislativa de Santa Catarina, para as seguintes legislaturas:
- 5ª Legislatura (1963-1967), pelo Partido Social Democrático (PSD), com 6.071 votos foi eleito, tomou posse e ocupou a função de Suplente de Secretário da Mesa Diretora da Casa (1965);
- 6ª Legislatura (1967-1971), pela Aliança Renovadora Nacional (ARENA), recebeu 6.229 votos, ficou suplente, foi convocado e  assumiu como 4º Secretário da Assembleia (1969);
- 7ª Legislatura (1971-1975), pela ARENA, com 9.713 votos obteve a suplência e, novamente convocado, tomou posse no cargo de Deputado [1].

Faleceu em 23 de setembro de 1996, em Mafra/SC.

## Homenagens e condecorações
- Recebeu da Assembleia Legislativa catarinense, em 1999, pelas legislaturas exercidas [2].